# Hyperaspidius nubilatus
Hyperaspidius nubilatus är en skalbaggsart som först beskrevs av Thomas Casey 1924.  Hyperaspidius nubilatus ingår i släktet Hyperaspidius och familjen nyckelpigor. Inga underarter finns listade i Catalogue of Life.